# Fanteria montata
La fanteria montata era una specialità delle forze armate di diversi paesi, composta da soldati che si spostavano su cavalli (o altri animali da sella) ma combattevano appiedati come normali fanti.

## Storia

### Origini
Le origini della fanteria montata sono ben precedenti all'introduzione della polvere da sparo, risalendo almeno agli inizi della guerra organizzata. I guerrieri dell'epoca classica, protetti da pesanti armature in bronzo, raggiungevano il campo di battaglia a bordo di carri, prima di scendere e combattere, così come gli opliti prima di prendere il loro posto nella falange. Nella Roma repubblicana, prima della riforma mariana dell'esercito romano, spesso i fanti, per spostarsi più rapidamente, raggiungevano il campo di battaglia aggrappati alle selle dei cavalieri. Durante la dinastia Han, la maggior parte dell'esercito cinese impegnato contro gli Xiongnu era montato, per poi combattere indifferentemente a cavallo o appiedato. Altri esempi di fanteria montata si ritrovano nel medioevo, quali i famosi balestrieri genovesi ed i vichinghi, che appena sbarcati riunivano tutti i cavalli che potevano trovare nelle vicinanze della zona di sbarco, in modo da poter inoltrarsi nell'entroterra per le loro razzie.

### Dal Rinascimento all'epoca napoleonica
All'inizio dell'introduzione della polvere da sparo in Europa, le prime armi da fuoco portatili erano talmente pesanti che gli archibugieri dovevano spostarsi a cavallo o a bordo di carri. I dragoni nacquero nel XV secolo come archibugieri a cavallo, prima di evolversi, nel XVIII secolo e soprattutto durante le guerre napoleoniche, come una specialità della cavalleria di linea, in grado di combattere sia appiedata che come forza di cavalleria. La denominazione di dragoni è stata mantenuta anche in tempi moderni da un certo numero di unità blindate o di guardia d'onore.

### Dall'Ottocento alle guerre mondiali
A metà del XIX secolo, con l'introduzione di fucili sempre precisi e con cadenze di tiro sempre più elevate, la cavalleria classica diventò sempre più vulnerabile. In molti eserciti quindi la distinzione tra cavalleria e fanteria montata diventava sempre più vaga, in quanto le grandi cariche in terreno aperto, effettuate da interi reggimenti o brigate di cavalieri armati di lance e sciabole, erano sempre più rare, mentre risultava più efficace il combattimento a piedi con le carabine, sfruttando la copertura del terreno.
Questo tipo di fanteria montata ebbe grande sviluppo nella guerra civile americana e soprattutto durante le guerre boere. Le prime unità ad essere denominate ufficialmente come fanteria montata o fucilieri montati furono costituite durante la guerra messico-statunitense, come il Regiment of Mounted Riflemen dell'US Army (ridenominato 3rd Cavalry Regiment nel 1861).
Fin dal XVIII secolo, gli eserciti dei grandi imperi coloniali munirono i loro reparti di fanteria di cavalli, dromedari o ponies per renderli più facilmente dispiegabili nelle grandi regioni africane. Si trattava comunque di soluzioni estemporanee, limitate alla permanenza nei particolari teatri coloniali. Alla fine dell'800 la Legione straniera francese si muoveva su muli: ogni mulo era condivisio da due legionari, che si alternavano sulla sua groppa, permettendo marce veloci e prolungate anche di 90 chilometri al giorno.
Nel British Army, i reggimenti impegnati nelle colonie avevano un plotone montato su cavalli, deputato a compiti di ricognizione. A livello locale forono costituiti molti reparti di milizia montata, come i Ceylon Mounted Rifles, i Cape Mounted Rifles, i Natal Carbineers, il Marshall's Horse e la Imperial Yeomanry. Durante la seconda guerra boera i britannici imitarono i boeri e le loro forze combatterono per la maggior parte come fanteria montata; in conseguenza delle lezioni apprese in quella guerra, i reggimenti di cavalleria regolare inglese furono armati con le stesse armi e vennero addestrati alle stesse tecniche della fanteria (senza mai perdere però la loro ossessione per la tradizionale carica).
L'esempio più famoso di questa specialità rimane comunque quello dell'Australian Light Horse, truppe costituite negli anni ottanta dell'800 ed impiegate nella seconda guerra boera e nella prima guerra mondiale in medio oriente. Queste truppe, durante la battaglia di Beersheba, entrarono nella leggenda paradossalmente con una carica di cavalleria classica, effettuata usando le sciabole-baionette poiché, in quanto fanti, non erano dotati di sciabola.
Durante le due guerre mondiali molti eserciti europei utilizzarono reparti di fanteria su biciclette in luogo dei cavalli, anche se questa soluzione necessitava di un buon sistema stradale. Tra il 1930 ed il 1940, con la crescente motorizzazione degli eserciti, si assistette ad una progressiva scomparsa delle unità a cavallo e, con queste, della fanteria montata. La Germania schierò tuttavia alcuni reparti di fanteria montata e battaglioni di ciclisti e motociclisti sul fronte russo, così come l'Italia e la Gran Bretagna. Il Giappone schierava reparti ciclisti durante la campagna di Malaysia e l'occupazione di Singapore. La 10th Mountain Division dell'US Army infine allineava un reparto montato da ricognizione, che operò in Italia ed in Austria durante la guerra.

### Dalla guerra fredda ad oggi
Durante la guerra fredda, la Svizzera e la Germania continuarono ad utilizzare piccoli reparti montati da impiegare in ambienti montani impervi, inaccessibili ai mezzi meccanici, mentre la Svezia, per gli stessi scopi, usava reparti in bicicletta. Dopo la guerra delle Falkland, i presidi inglesi dell'arcipelago impiegavano pattuglie montate su pony di razza Welsh Mountain.

## Corpi famosi

### Cacciatori d'Africa
Oltre ai reggimenti di dragoni allineati dal Regio Esercito così come dagli eserciti preunitari, anche il Regno d'Italia schierò unità di vera e propria fanteria montata. Nel 1887 infatti vennero istituiti, per l'impiego nelle colonie italiane, i Cacciatori d'Africa, una specialità dell'arma di fanteria che comprendeva anche reparti montati. Oltre a questi, durante le due guerre mondiali furono largamente impiegati su tutti i fronti battaglioni di bersaglieri ciclisti e motociclisti.